# Eugénie Bondurant
Eugénie Bondurant, née le 27 avril 1961 à la Nouvelle-Orléans, en Louisiane, est une actrice, chanteuse, photographe et mannequin américaine.

## Biographie et éducation
Eugenie Bondurant a étudié à l'Université d'Alabama. Elle a été repérée dans les rues de sa ville natale par une agence de mannequinat, ce qui lui a permis de lancer sa carrière dans l'industrie du divertissement.

## Carrière
Elle a défilé sur les podiums de New York et de Paris. C'est à Los Angeles qu'elle décroche son premier rôle télévisé en tant que Luna dans la série Lady Boss, en 1992. Par la suite, elle est apparue dans plusieurs séries télévisées, notamment dans Frasier (1993), Something Wilder (1995) et Arliss (1996). Elle a également joué plusieurs rôles au cinéma, tels que Mel Taybach dans Saints and Sinners (1994), Natalia dans Sorority House Vampires (1998), Cherry dans Patsy (2008) et Tigris dans Hunger Games : La Révolte, partie 2 (2015).
Plus récemment, elle est apparue dans des productions hollywoodiennes à gros budget, en interprétant l'antagoniste du film Conjuring : Sous l'emprise du Diable, ou encore l'un des personnages de Werewolf by Night, le premier téléfilm de l'univers cinématographique Marvel.
Depuis 2004, elle travaille également comme coach de théâtre et est membre du Conservatoire Patel. De 2008 à 2009, elle a obtenu la certification d'enseignement Meisner au True Acting Institute. Depuis 2005, elle est chanteuse de cabaret aux côtés de Paul Wilborn et Blue Roses dans la série American Songbook. Elle a également été l'une des fondatrices du Radio Theatre Project, lancé en 2009.

## Vie privée
Elle est mariée à Paul Wilborn.

## Filmographie

### Cinéma
- 1994 : Saint and Sinners : Mel Taybach
- 1996 : Space Truckers : la guerrière bio-méchanique
- 1998 : Sorority House Vampires : Natalia
- 1999 : Fight Club : une femme en sanglots
- 2004 : Donald and Dot Clock Found Dead in Their Home : Dot
- 2008 : L'Année de notre vie
- 2008 : Patsy : Cherry
- 2015 : Hunger Games : La Révolte, partie 2 : Tigris
- 2017 : Tiny Bacteria : Martha Gelhorn
- 2017 : The Knock : Susan
- 2019 : Darlin' : Mona
- 2020 : Longer : Joanne
- 2021 : Fear of Rain : Dani McConnell
- 2021 : Conjuring : Sous l'emprise du Diable : Isla Kastner, l’Occultiste

### Télévision
- 1992 : Lady Boss : Luna (téléfilm)
- 1993 : Frasier : Diane (série télévisée, 1 épisode)
- 1995 : Something Wilder : Ursula (série télévisée, 1 épisode)
- 1996 : Arliss : Lucille (série télévisée, 1 épisode)
- 2004 : The Brooke Ellison Story : la mère de Patio (téléfilm)
- 2005 : Elvis : Une étoile est née : Mrs. Hughes (mini-série)
- 2016 : NCIS : Nouvelle-Orléans : Marie Lovatelli (série télévisée, 1 épisode)
- 2018 : Good Morning St. Pete! : Loni Deerfeather
- 2022 : Werewolf by Night : Azarel (téléfilm Disney+)